# Municipio de Spring Creek (condado de Black Hawk)
El municipio de Spring Creek (en inglés: Spring Creek Township) es uno de los diecisiete municipios ubicados en el condado de Black Hawk en el estado estadounidense de Iowa. En el año 2000 el municipio tenía una población de 332 habitantes y una densidad poblacional de 4,6 personas por km².

## Geografía
El municipio de Spring Creek se encuentra ubicado en las coordenadas 42°20′53″N 92°06′48″O / 42.34806, -92.11333.